# Nyom (Yaoundé)
Nyom ist der Name von zwei Stadtteilen (quartier) der Bezirksgemeinde (commune d’arrondissement) Yaoundé I in der Region Centre in Kamerun. Die Stadtteile schließen sich an die Quartiers Messassi und Emana an der Route Nationale N 1 im Norden der Hauptstadt Yaoundé an.

## Geographie
Südlich von Nyom I liegt Ekombitié, im Westen liegt Nkolondom, im Osten Olembé mit dem Stade Paul Biya.
Der Campus der ICT-U USA Cameroon Campus und das Château De Nyom (Wasserversorgung) bei Njon Asi liegen in dem Gebiet.
Nyom II schließt sich nach Norden an. In dem gehobenen Stadtviertel liegt ein Campus des Institut Universitaire des Sciences et Techniques de Yaoundé (IUSTY) und das Lycee De Nyom. Im Norden schließt sich Mintotomo an.